# Unknown Pleasures
《Unknown Pleasures》은 영국 록 밴드 조이 디비전의 첫 번째 정규 음반이다.

## 커버
이 앨범은 커버 디자인으로도 유명한데, 이 앨범의 커버 디자인은 피터 새빌이 맡았다. 캠브리지 천문학 대백과사전에 실린 PSR B1919+21이란 이름으로 명명된 초신성의 방출선 스펙트럼을 그대로 차용한 것이다. 이 이미지는 스티븐 모리스가 제안했다. 이 디자인은 당시 산만했던 포스트 펑크 음반 커버 디자인을 혁파한 작품으로 주목받았으며, 미니멀 디자인의 혁신을 불러일으켰다고 한다.
원래 LP에는 라벨에 LP 정보나 사이드 1이나 사이드 2 같은 전통적인 사이드 표기를 수록하지 않았다. 대신 안쪽 슬리브에 트랙 정보와 크레딧이 수록되어 있었다.

## 재발매
Unknown Pleasures은 2007년, 워너 산하 레이블인 라이노에서 Closer와 Still과 함께 리마스터링된 본 앨범과 실황 공연 녹음 CD를 포함한 2CD 콜렉터스 에디션으로 재발매되었다.

## 트랙 목록
모든 곡들은 조이 디비전이 썼다.

### 사이드 1: 아웃사이드Outside
1. "Disorder" – 3:32
2. "Day of the Lords" – 4:49
3. "Candidate" – 3:05
4. "Insight" – 4:29
5. "New Dawn Fades" – 4:47

### 사이드 2: 인사이드Inside
1. "She's Lost Control" – 3:57
2. "Shadowplay" – 3:55
3. "Wilderness" – 2:38
4. "Interzone" – 2:16
5. "I Remember Nothing" – 5:53

### 2007 콜렉터스 에디션 (리마스터링)

#### CD 1: Unknown Pleasures
1. "Disorder" – 3:32
2. "Day of the Lords" – 4:49
3. "Candidate" – 3:05
4. "Insight" – 4:29
5. "New Dawn Fades" – 4:47
6. "She's Lost Control" – 3:57
7. "Shadowplay" – 3:55
8. "Wilderness" – 2:38
9. "Interzone" – 2:16
10. "I Remember Nothing" – 5:53

#### CD 2: 실황 공연 The Factory in Manchester, England on 13 July 1979
1. "Dead Souls" – 4:25
2. "The Only Mistake" – 4:12
3. "Insight" – 3:52
4. "Candidate" – 2:08
5. "Wilderness" – 2:32
6. "She's Lost Control" – 3:47
7. "Shadowplay" – 3:35
8. "Disorder" – 3:29
9. "Interzone" – 2:05
10. "Atrocity Exhibition" – 6:14
11. "Novelty" – 4:29
12. "Transmission" – 3:50